# خیابان دوچرخه

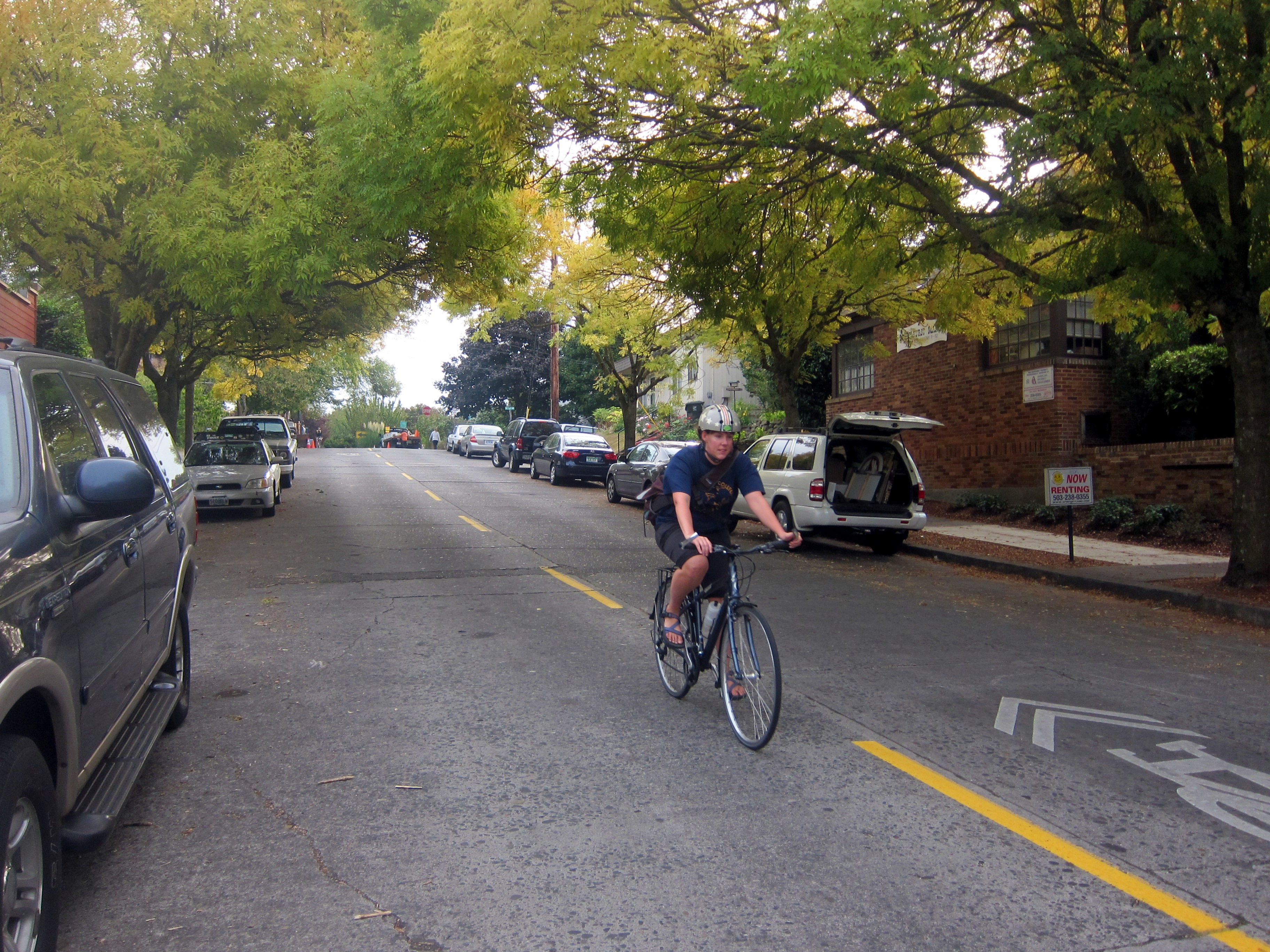
یک بلوار دوچرخه در خیابان آنکنی در پورتلند، اورگان

بلوار دوچرخه، خیابان دوچرخه، دوچرخه راه، بلوار دوچرخه‌سواری، دوچرخه‌راه سبز یا محله سبز دوچرخه‌سواری نوعی زیرساخت دوچرخه‌سواری است که از یک خیابان کم‌سرعت که برای رفت آمد دوچرخه «بهینه‌سازی‌شده» است تشکیل شده. بلوارهای دوچرخه از تردد وسایل نقلیه موتوری جلوگیری می‌کنند، اما به تردد وسایل نقلیه موتوری محلی اجازه می‌دهند. آنها به گونه ای طراحی شده‌اند که به دوچرخه سواران به عنوان ترافیک عبوری اولویت دهند. آنها به عنوان روشی کم هزینه و از نظر سیاسی محبوب برای ایجاد یک شبکه متصل از خیابان‌ها با راحتی دوچرخه سواران و/یا ایمنی مناسب در نظر گرفته شده‌اند.
بلوارهای دوچرخه برای دستیابی به چندین هدف تلاش می‌کنند:
- جلوگیری از تردد وسایل نقلیه موتوری غیر محلی؛
- محدودیت سرعت کم؛
- حجم کم تردد وسایل نقلیه موتوری؛
- سفر با جریان آزاد برای دوچرخه‌ها با اختصاص حق تقدم به بلوار دوچرخه در تقاطع‌ها در صورت امکان.
- کنترل ترافیک برای کمک به دوچرخه‌ها در عبور از جاده‌های شریانی اصلی؛
- ظاهر و/یا محیط متمایز به گونه‌ای که دوچرخه‌سواران از وجود بلوار دوچرخه آگاه شوند و به رانندگان هشدار داده شود که خیابان یک مسیر اولویت‌دار برای دوچرخه‌سواران است.
- و بهبود محیط زیست به دلیل ترویج استفاده از دوچرخه.

این المان‌های طراحی مسیر دوچرخه برای جدب دوچرخه‌سواران معمولی، ریسک‌گریز، بی‌تجربه و جوان‌تر هستند که در غیر این صورت تمایلی به دوچرخه‌سواری را ندارند و وسایل نقلیه موتوری را ترجیح می‌دهند. در مقایسه با مسیر دوچرخه‌سواری یا مسیر راه‌آهن، بلوار دوچرخه نیز یک رویکرد نسبتاً کم‌هزینه برای جذاب‌تر کردن جمعیت برای دوچرخه‌سواری گسترده‌تر است.

## صفات
بلوار دوچرخه به‌طور کلی با علامتی در ابتدا و انتهای بلوار دوچرخه مشخص می‌شود. همچنین برای اینکه جاده بلوار دوچرخه نامیده شود رنگ آمیزی لازم است. در هلند، قسمت‌هایی از جاده که دوچرخه‌سواران در آن سوار می‌شوند، با رنگ قرمز (همان رنگی که برای تسهیلات دوچرخه‌سواری جداگانه در هلند استفاده می‌شود) مشخص شده‌است. به این قسمت‌های جاده rabatstroken می‌گویند. رانندگان نیز در این بخش سوار می‌شوند، با این حال یک قسمت غیر رنگی از جاده نیز دارند که وقتی می‌خواهند از کنار دوچرخه سواری عبور کنند، می‌توانند با یک‌نیمه (دو چرخ) ماشین در آن حرکت کنند.

### جلوگیری از تردد وسایل نقلیه موتوری غیر محلی

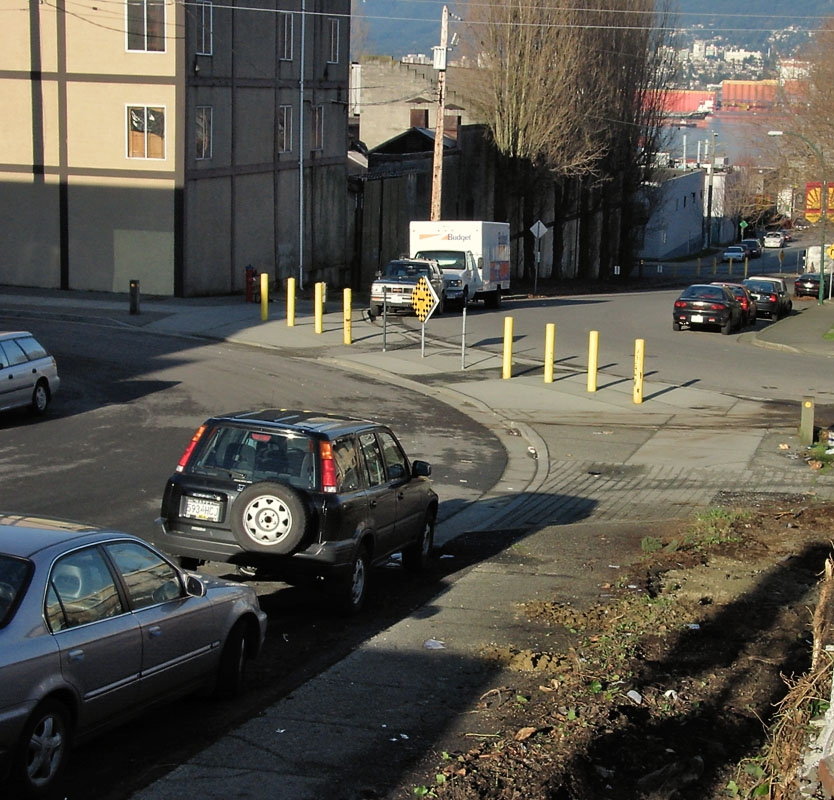
این انحراف، وسایل نقلیه موتوری را مجبور به چرخش می‌کند و امکان عبور دوچرخه سواران و عابران پیاده را فراهم می‌کند.

گاهی اوقات از موانع نفوذپذیر مانند ستون‌ها استفاده می‌شود تا امکان ادامه ترافیک دوچرخه‌سواری را فراهم کند و در عین حال ترافیک موتوری را از استفاده از خیابان منحرف کند.

## مثال‌ها
طرح‌های جاده‌ای از بلوارهای دوچرخه را می‌توان در ایالات متحده، کانادا (ونکوور، ساسکاتون، وینیپگ)، هلند، آلمان، بلژیک، دانمارک، فرانسه، اسپانیا و نیوزلند یافت.

### ایالات متحده
بلوارهای دوچرخه را می‌توان در تعداد فزاینده ای از شهرهای ایالات متحده یافت، از جمله:
- آریزونا: توسان
- کالیفرنیا: پالو آلتو، برکلی، امریویل، سن خوزه، سن لوئیس اوبیسپو، لانگ بیچ
- فلوریدا: گینزویل
- کانزاس: منهتن
- مینه سوتا: مینیاپولیس،[۱۰] سنت پل
- میسوری: کلمبیا
- نیومکزیکو: آلبوکرکی
- کارولینای شمالی: ویلمینگتون
- اورگان: پورتلند، یوجین و بند
- اوکلاهما: تولسا
- واشینگتن: سیاتل[۱۱]
- ویسکانسین: مدیسون

پالو آلتو اولین بلوار دوچرخه در ایالات متحده را تأسیس کرد. این بلوار به نام الن فلچر، یک بازمانده از هولوکاست و یکی از اولین فعالان دوچرخه سواری آمریکا، نام گذاری شد.
در برکلی، بلوارها بیشتر خیابان‌های مسکونی هستند، اما برخی از بخش‌ها از مناطق تجاری عبور می‌کنند. به‌طور کلی، خودروهای کمی در این خیابان‌ها وجود دارد، تا حد زیادی به دلیل وجود دستگاه‌های آرام‌کننده ترافیک که از قبل ترافیک را کند و/یا منحرف می‌کنند. بلوارهای دوچرخه ممکن است خطوط دوچرخه داشته باشند یا نداشته باشند.
در مینیاپولیس، کمک هزینه ای از دولت فدرال در قالب برنامه آزمایشی غیر موتوری به ساخت یک بلوار دوچرخه در خیابان برایانت و برنامه‌ریزی دیگران کمک کرد.

### آلمان
در آلمان یک طراحی جاده قابل مقایسه Fahrradstraße نامیده می‌شود ("جاده دوچرخه") و در سال ۱۹۹۷ به قانون بزرگراه معرفی شد. ورود هر وسیله نقلیه دیگری در آن ممنوع است مگر اینکه با علامت دیگری مشخص شده باشد.

### بلژیک
در بلژیک، Fietsstraat (به هلندی / فلاندری) یا rue cyclable (به زبان فرانسه)، از ۱۳ فوریه ۲۰۱۲ به قانون بزرگراه معرفی شد. یکی قبلاً در Visserij در گنت (گنت) در تابستان ۲۰۱۱ معرفی شده بود. اولین مورد در بروکسل در سال ۲۰۱۳ در یک جاده خدماتی در کنار خیابان لوئیز ظاهر شد.
ویکی نقشه خیابان باز و همچنین چندین مکان در مورد این موضوع ممکن است برای خواننده جالب باشد.

### دانمارک
در دانمارک، اولین cykelgade در سال ۲۰۱۱ در آرهوس افتتاح شد. از آن زمان خیابان‌های دوچرخه سواری در چندین شهر در سراسر کشور اجرا شده‌است.

### فرانسه
در فرانسه، طراحی جاده معادل vélorue نامیده می‌شود ('خیابان دوچرخه') یا rue cyclable دوچرخه سوار ("خیابان دوچرخه سواری"). شهرهای استراسبورگ (۲۰۱۷)، بوردو (۲۰۱۸) و دیژون (۲۰۱۹) جزو اولین شهرهایی هستند که آن را آزمایش کردند.

### اسپانیا

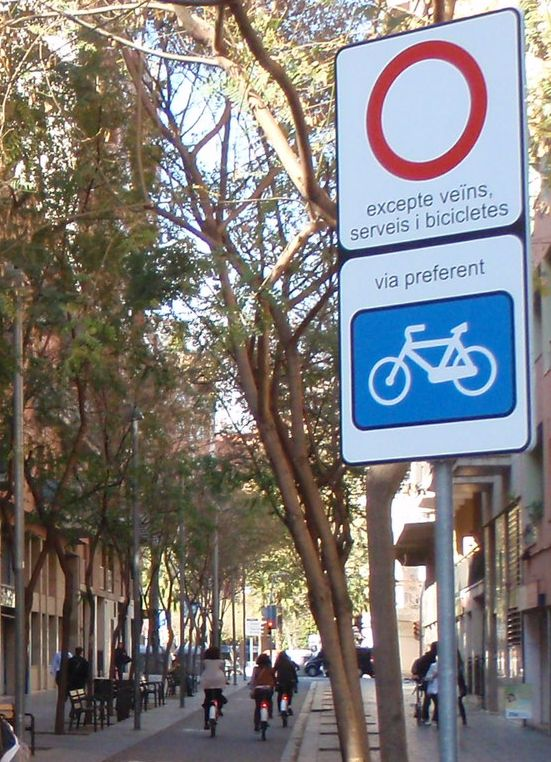
یک بلوار یا خیابان دوچرخه در بارسلون، اسپانیا

در اسپانیا، خیابان‌های دوچرخه‌سواری به عنوان ciclocalles شناخته می‌شوند .
در نیوزیلند، بلوارهای دوچرخه به‌طور کلی به عنوان «راه‌های سبز محله یا دوچرخه‌سواری» (neighbourhood greenways) تعیین می‌شوند، اگرچه اوکلند از آنها به عنوان مسیرهای محلی یاد می‌کند تا از سردرگمی با شبکه راه‌های سبز خارج از جاده خود جلوگیری کند. کرایست‌چرچ اولین شهری بود که تعدادی از بخش‌های راه سبز محله‌ای را به عنوان بخشی از برنامه مسیرهای چرخه اصلی خود، از جمله مرحله راپانوی-شگ راک ۱ از طریق لین‌وود، اجرا کرد.